# Малък кръвосмучещ вампир
Малките кръвосмучещи вампири (Diphylla ecaudata) са вид дребни бозайници от семейство Американски листоноси прилепи (Phyllostomidae).
Разпространени са в тропическите и субтропични гори на Централна и Южна Америка. Те са един от трите съществуващи днес вида кръвосмучещи прилепи и се хранят главно с кръв на птици. Живеят в пещери на малки колонии, наброяващи обикновено до 12 индивида.